# Orley

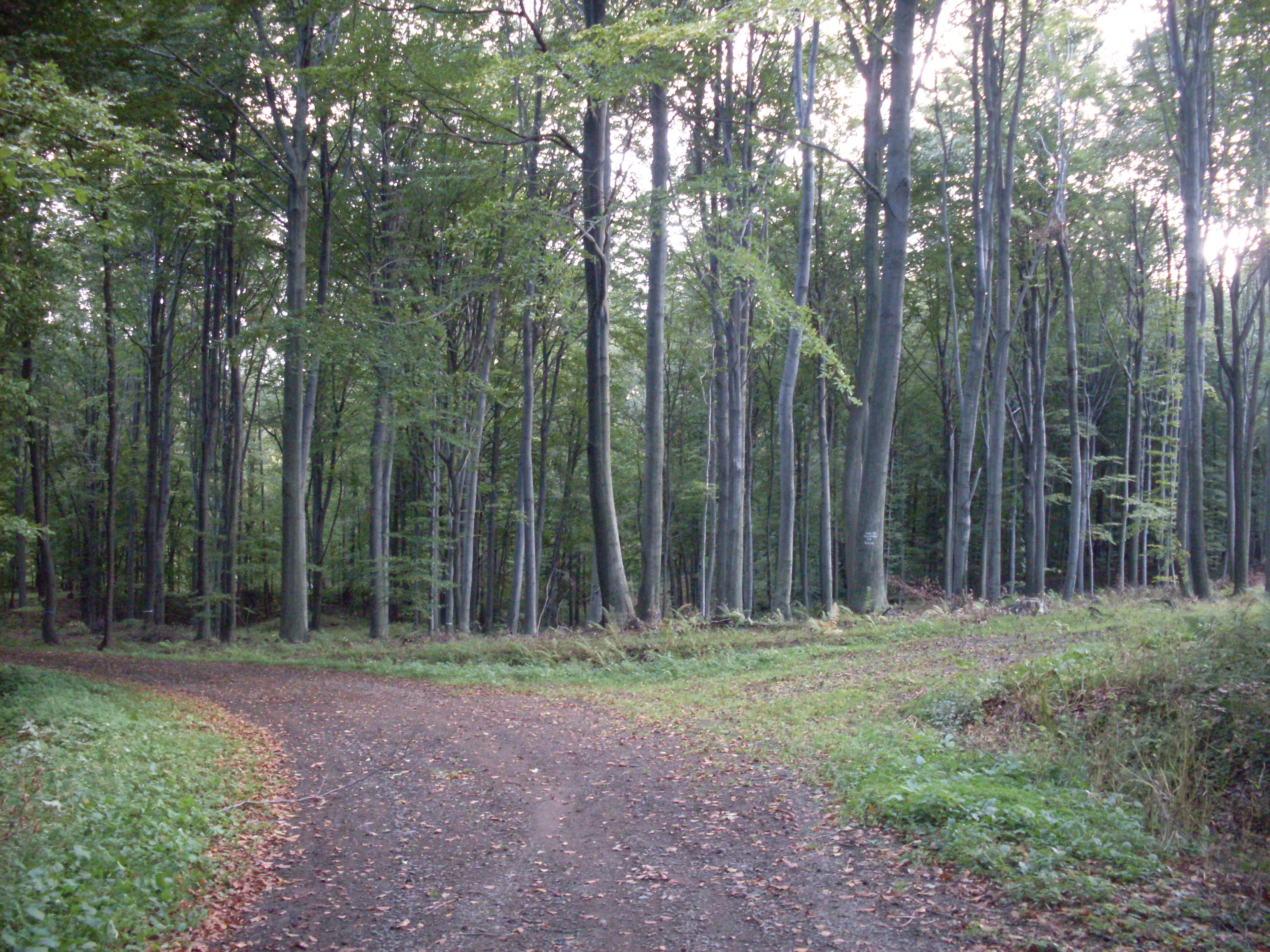
Orley

Orley, Orlej, Las Orlej – kompleks leśny, na północno-zachodnich stokach Wielkiej Góry w południowej części wsi Zalas, pomiędzy przysiółkiem Sanki – Głuchówkami, a na zachodzie, drogą z Zalasu do Brodeł na Garbie Tenczyńskim w Rudniańskim Parku Krajobrazowym.
Północno-wschodnia część lasu dochodzi do wzgórza Zalaska, a południowa opada do Doliny Wrzosy.

## Dawny kamieniołom

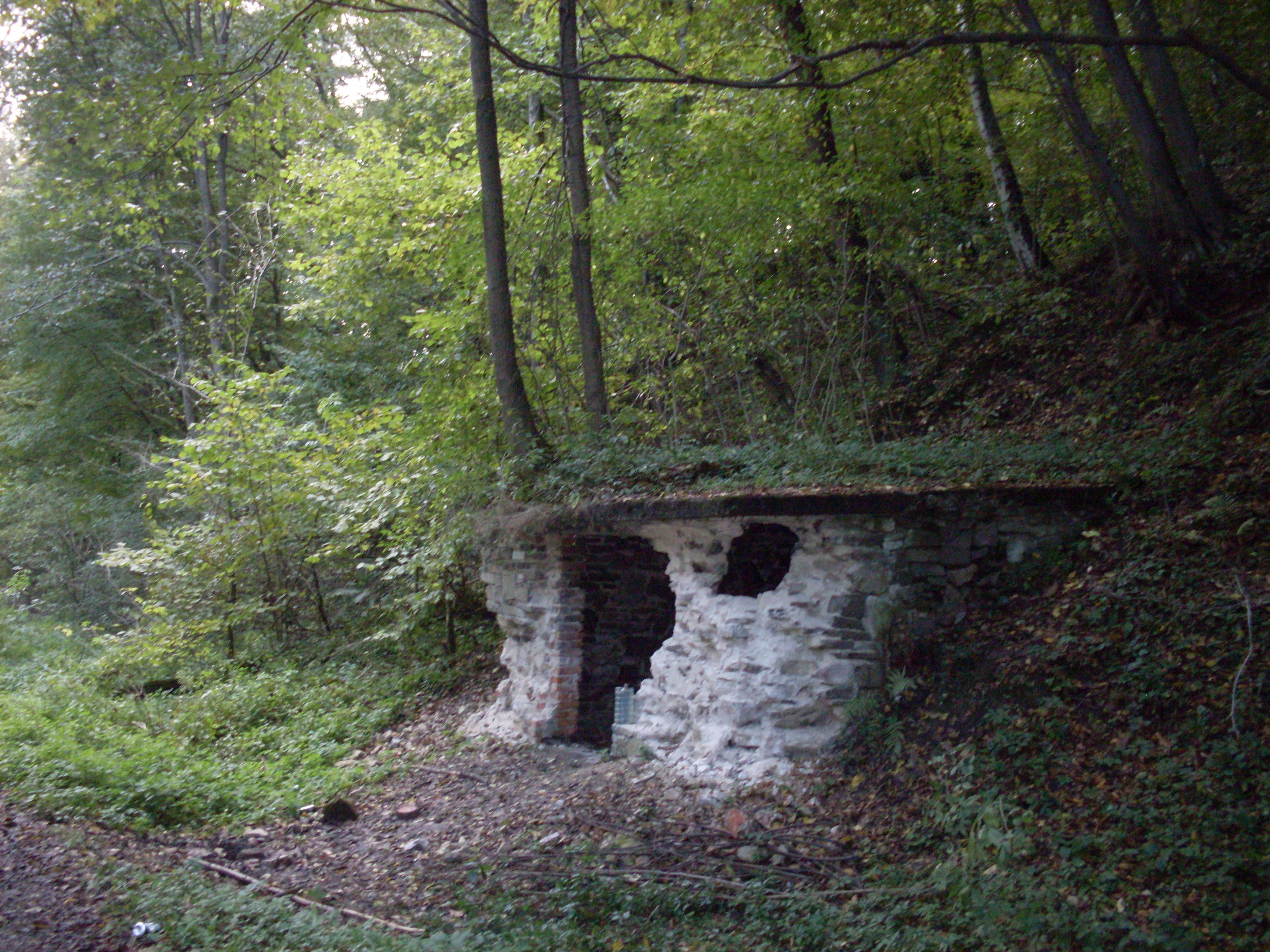
Byłe budynki dawnego kamieniołomu

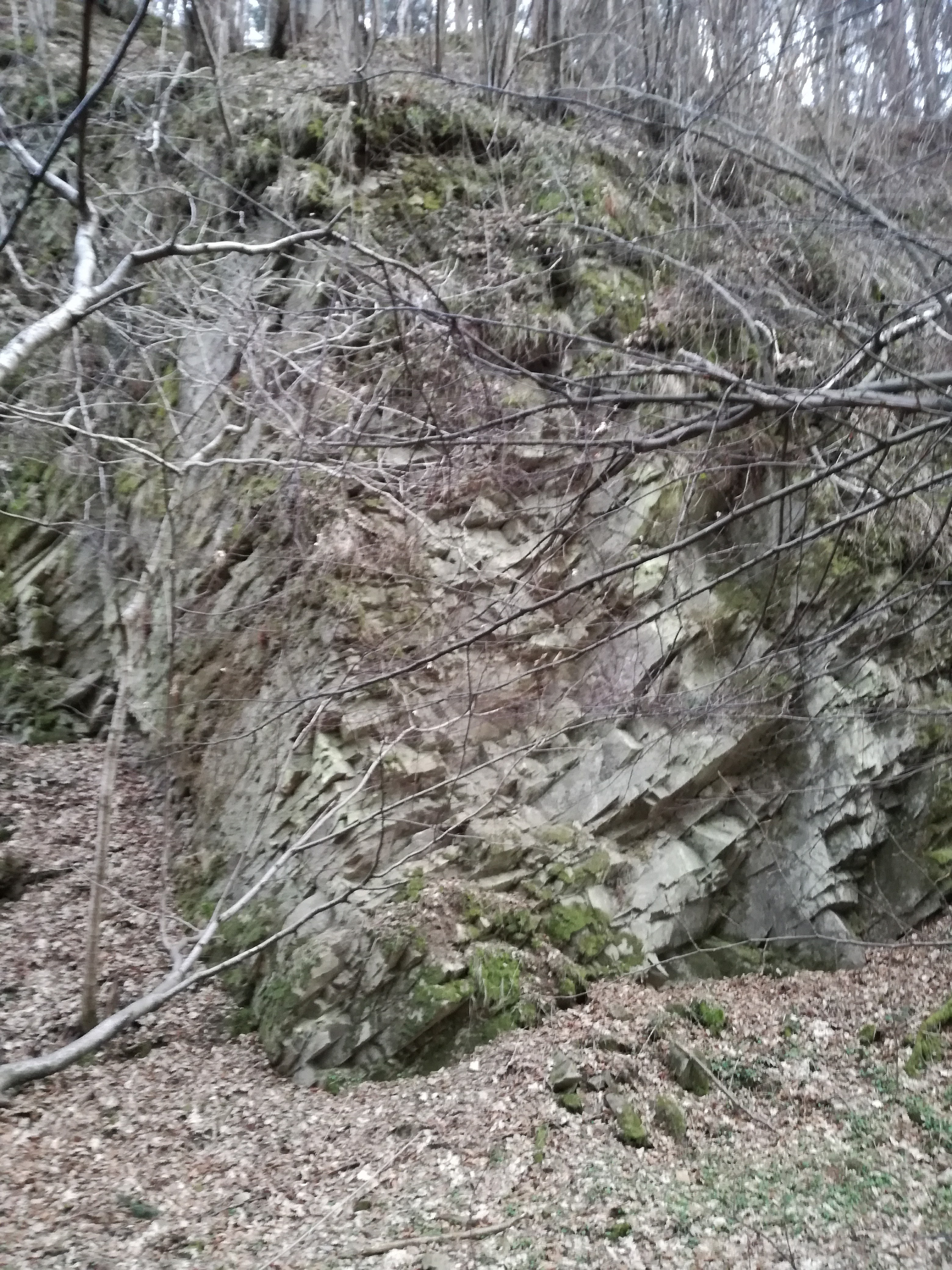
Wyrobisko kamieniołomu „Orlej” w rezerwacie przyrody „Dolina Potoku Rudno”

We wschodniej części lasu znajduje się były kamieniołom porfirów, powstały w 1932, a eksploatowany do 1966. Eksploatację rozpoczęto w dwóch łomach (Orley i Głuchówki), które po II wojnie światowej połączono. Wyrobisko stanowi fragment zuskokowanej i zerodowanej lakkolitowej intruzji subwulkanicznej. Eksploatowany porfir charakteryzuje czerwona barwa, zbita tekstura, porfirowa struktura. W kamieniołomie występują dwa systemy spękań ciosowych – stożkowy i obwodowy.
Od lat 50. XX w. istniała tutaj do tego czasu towarowa kolej wąskotorowa o długości około 12 km prowadziła do stacji w Okleśnej, na której istniała rampa, gdzie następował przeładunek kamienia na wagony normalnotorowe. Obecnie fragmentami byłej linii do Orley, wytyczono szlak rowerowy.

## Szlaki rowerowe
- z Krzeszowic przez Miękinię, Dolinę Kamienic, Wolę Filipowską, Puszczę Dulowską, Orley, rezerwat przyrody Dolina Potoku Rudno, Sankę, Dolinę Sanki i Niedźwiedzią Górę do Krzeszowic.